# Gallisk (sprog)
Gallisk er det keltiske sprog, der blev talt i Gallien, Schweiz, det østlige Belgien og Vesttyskland, før det gradvist blev erstattet af vulgærlatin, hollandsk og tysk fra omkring det 6. århundrede.

## Historie
De tidligste kontinentale keltiske nedskrivninger, der kan dateres til så tidligt som den 6. århundrede f.Kr., er lepontiske. De blev fundet i det Cisalpine Gallien, og er skrevet med det etruskiske alfabet. Inskriptioner i det græske alfabet er dateret til at være fra den 3. århundrede f.Kr. Disse blev fundet i nærheden udmundingerne Rhône. Senere nedskrivninger har generelt været skrevet med det latinske alfabet. 
Gregor af Tours skrev i det 6. århundrede, at der var nogle folk fra hans region, der stadig talte gallisk.

## Ordforråd

### Talord
| Tal | Gallisk              | Walisisk                   | Bretonsk     | Gammelirsk   | Irsk         | keltiberisk | Latin    |
| --- | -------------------- | -------------------------- | ------------ | ------------ | ------------ | ----------- | -------- |
| 1   | cintus, cintuxos     | cynt «før», cyntaf «først» | kent «foran» | céta         | céad «først» |             | prīmus   |
| 2   | allos                | ail                        | eil          | aile «andre» | eile         |             | secundus |
| 3   | tritios              | trydydd                    | trede        | treide       | treas        |             | tertius  |
| 4   | petuarios            | pedwerydd                  | pevare       | cethramad    |              |             | quārtus  |
| 5   | pinpetos             | pumed                      | pempet       | cóiced       |              |             | quīntus  |
| 6   | suexos               | chweched                   | c'hwec'hved  | seissed      |              |             | sextus   |
| 7   | sextametos           | saithfed                   | seizhved     | sechtmad     |              |             | septimus |
| 8   | oxtumetos            | wythfed                    | eizhved      | ochtma       |              |             | octāvus  |
| 9   | nametos              | nawfed                     | naved        | nómad        |              |             | nōnus    |
| 10  | decametos, decometos | degfed                     | degvet       | dechmad      |              | dekametam   | decimus  |